# Palais Sándor (Esztergom)

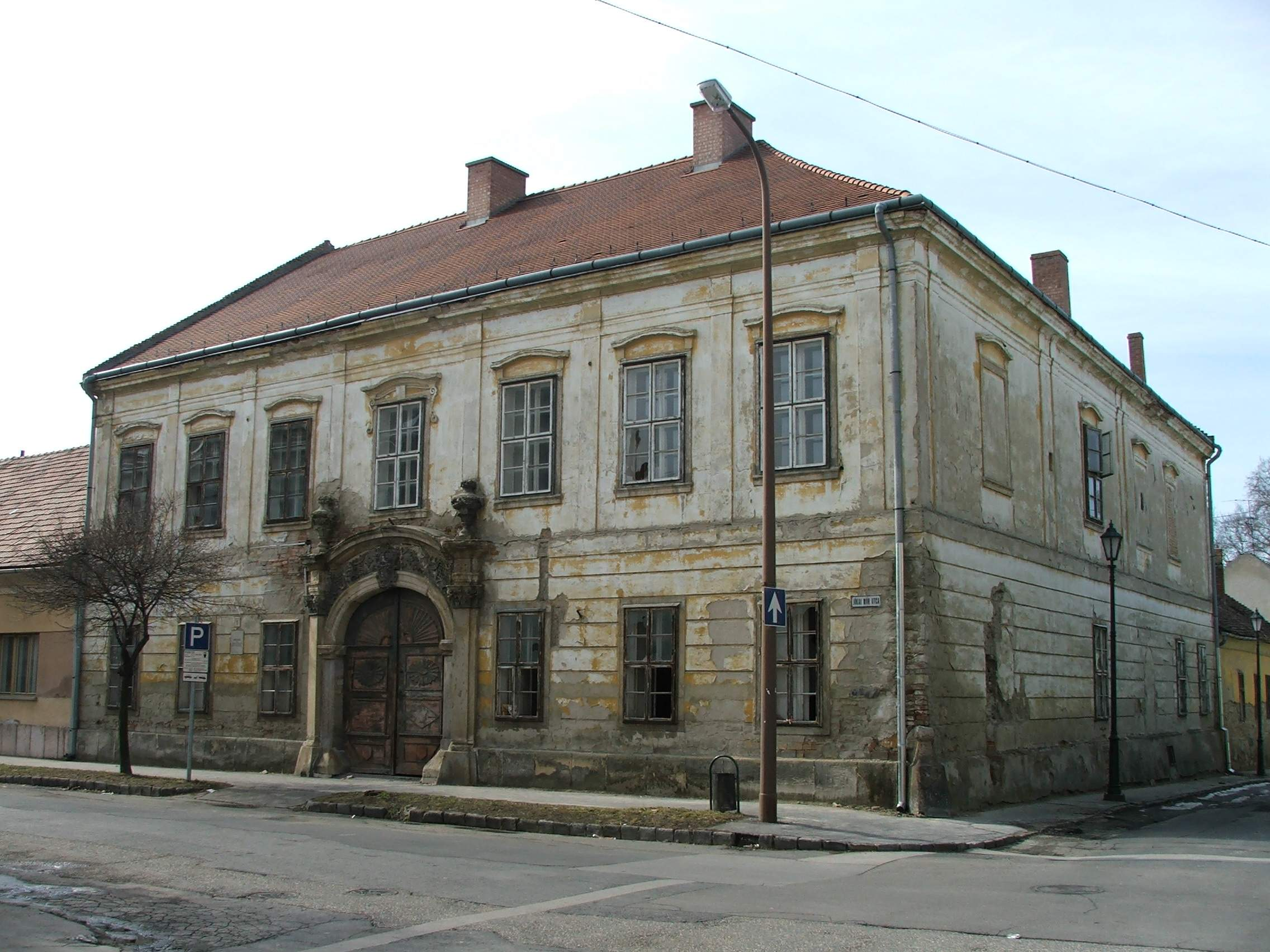
Palais Sándor in Esztergom

Das Palais Sándor (ungarisch Sándor-palota) ist ein Palais in Esztergom in Ungarn.

## Geschichte
Das Gebäude wurde 1740 im Stil des Barock erbaut. Es war eine Residenz des Adelsgeschlecht Sándor.